# Hale (król Asyrii)
Hale (w transliteracji z pisma klinowego Ḫa-le-e, w transkrypcji Ḫalê) – król Asyrii według Asyryjskiej listy królów, syn Apiaszala i ojciec Samani.